# Lulu (cantante)
Marie McDonald McLaughlin Lawrie, nota come Lulu (Lennoxtown, 3 novembre 1948), è una cantante e attrice britannica.

## Biografia
Ha rappresentato il Regno Unito all'Eurovision Song Contest 1969, vincendo con la canzone Boom Bang-a-Bang a pari merito con i Paesi Bassi, la Francia e la Spagna. Tra la fine degli anni 60 ed i primi anni 70 è stata sposata con Maurice Gibb dei Bee Gees.
Nel 1967 il singolo To Sir with Love raggiunge il primo posto nella Billboard Hot 100 per cinque settimane. Il brano faceva parte della colonna sonora del film La scuola della violenza che vedeva come protagonista Sidney Poitier. Il successo della canzone e del film diede inizio ad una carriera televisiva della cantante che ottenne diverse serie con il suo nome nel titolo.
Nel 1974 ha cantato la canzone del film Agente 007 - L'uomo dalla pistola d'oro interpretato da Roger Moore, nono film con protagonista il noto agente segreto britannico 007 dei romanzi di Ian Fleming. Sempre nel 1974 ha interpretato una versione di The Man Who Sold The World di David Bowie, con lo stesso Bowie ospite alla voce e sax. Tra il 1989 e il 1990 diede la voce all'elefantessa rosa Nellie e a tutte le femmine nella serie TV animata Nellie the Elephant, inedita in Italia, cantando anche la sigla del cartone stesso. Nel 1993 Lulu ha duettato con i Take That in Relight My Fire, cover di un successo di Dan Hartman. Nel periodo natalizio 2009 è tornata sulle scene con lo spettacolo Here Come the Girls Tour, al quale hanno anche partecipato Anastacia e Chaka Khan.

## Discografia

### Album in studio
- 1965 - Something to Shout About
- 1967 - Love Loves to Love Lulu
- 1967 - Lulu!
- 1967 - To Sir with Love
- 1969 - Lulu's Album
- 1970 - New Routes
- 1970 - Melody Fair
- 1973 - Lulu
- 1976 - Heaven and Earth and the Stars
- 1978 - Don't Take Love for Granted
- 1981 - Lulu
- 1982 - Take Me To Your Heart Again
- 1984 - Shape Up and Dance
- 1993 - Independence
- 2002 - Together
- 2004 - Back on Track
- 2005 - Little Soul in Your Heart
- 2009 - Shout! The Complete Decca Recordings

### Raccolte
- 1971 - The Most of Lulu
- 2003 - The Greatest Hits